# 道東バス
道東バス株式会社（どうとうバス）は、かつて北海道帯広市に本社を置きバス事業を行っていた企業。帯広乗合自動車（現在の十勝バス）を分割する形で設立されたが、後に十勝バスへ合併された。

## 歴史

### 営業開始までの経緯
1942年（昭和17年）10月12日に発表された北海道における旅客自動車運輸事業統合要綱（いわゆる戦時統合）により十勝支庁管内のバス事業者は帯広乗合自動車へ統合されたが、戦後になり、帯広乗合自動車の役員となっていた旧事業者経営者により再分割が議論された。1946年（昭和21年）7月より旧事業者単位による独立採算を行っていたが、このうち旧・小泉自動車、旧・佐々木自動車、旧・糠内自動車、旧・止若自動車が路線バスを運行していた止若（現・幕別町の一部）、池田町、足寄町方面の路線は新設会社へ譲渡することにより、道東バス株式会社が設立された。1951年（昭和26年）12月28日付で分割認可を受け、1952年（昭和27年）4月1日に分割が完了。9の運行系統、13台のバスで営業を開始した。

### 営業開始後の動き
分割前の1951年（昭和26年）春には帯広観光連盟から帯広 - 阿寒湖直通運行の要望が寄せられたが、道東バスへ繋がる旧事業者は運行系統の通り個々の区間で運行しており聞く耳を持たなかった。要望は再三に渡り、これを受けて帯広乗合自動車は1952年（昭和27年）12月に帯広 - 上士幌 - 足寄 - 阿寒湖のルートで路線開設を申請。道東バスは猛反発し、帯広 - 本別 - 足寄 - 阿寒湖の直通運行を申請するに至った。1954年（昭和29年）に両社とも運行を開始。帯広駅発車時刻は両社とも札幌駅からの夜行列車到着を受けた6時20分とし競争が繰り広げられた。
帯広乗合自動車（1955年（昭和30年）4月1日より商号を十勝バスに変更）とはその後も路線申請合戦の様相を呈し、帯広市内・近郊路線ではその都度調整が図られた。道東バスは帯広 - 幕別 - 池田で運行していたが、十勝バスは帯広 - 十勝川温泉 - 池田で運行するなど激しい競争が繰り広げられた。然別湖 - 糠平 - 上士幌 - 足寄 - 阿寒湖の路線は道東バスと時を同じくしてバス事業を譲受した北海道拓殖バス（分割当時は北海道拓殖鉄道のバス部門）を含めた3社競願となり、道東バスと十勝バスが然別湖 - 阿寒湖、北海道拓殖バスは然別湖 - 糠平の認可となった。
貸切バスの運行も行っており、1970年（昭和45年）4月1日には道東のバス事業者で組織した東北海道観光バス手配センター（東北海道貸切バス事業協同組合の前身）に加盟した。

### 十勝バスと合併へ
昭和40年代に入り、過疎やモータリゼーションの進行でバス事業の不振が深刻となった。十勝地方では道東バス、十勝バス、北海道拓殖バス、国鉄バスが運行しており、個々での経営努力も限界となり、これ以上の合理化を図るには民間3事業者は合併すべきとの声が強まった。1970年（昭和45年）春から検討が開始され、北海道拓殖バスは競合路線が少ないことから対象から外され、競合路線が多く合併による合理化が進めやすい道東バスと十勝バスとの間で進められることになった。1971年（昭和46年）1月30日に存続会社を十勝バスとする対等合併が正式発表され、同年7月30日付で認可。同年9月6日の合併完了届提出をもって合併が完了し、道東バス株式会社は約20年に渡る歴史に幕を下ろした。

## 路線・運行系統

### 営業開始時
路線
糠内線：幕別村止若大通 - 幕別村糠内東2線
本別線：池田町千代田 - 西足寄村足寄太本通1
利別線：幕別村止若東1北1 - 池田町利別
上足寄線：西足寄村足寄太本通1 - 足寄村上足寄原野基線
中浦幌線：本別町基線 - 浦幌村中浦幌東2
阿寒線：足寄村上足寄原野基線 - 舌辛村飽別阿寒湖畔
美里別線：本別町基線 - 本別町美里別東1線
運行系統
止若 - 糠内
本別 - 池田
帯広 - 池田
西足寄 - 上足寄
本別 - 活平
足寄 - 阿寒湖
本別 - 西足寄
帯広 - 止若
本別 - 活込

### 合併時
路線
駒畠線：幕別町字止若大通1-1 - 幕別町字駒畠512
足寄線：幕別町字止若227 - 池田町字利別54-3、池田町千代田385 - 足寄町字足寄太基線77
留真線：本別町字本別209 - 浦幌町字留真123
美里別線：本別町基線72 - 本別町字美里別西3線131
古舞線：幕別町札内381 - 幕別町字古舞686
拓農線：本別町字北5-1 - 本別町字美里別東2線16-1
陸別線：足寄町字足寄太本通1-10 - 陸別町大通1-1
川上線：浦幌町字貴老路152 - 浦幌町字川上190
新和線：幕別町字軍岡25 - 幕別町字新和162-21
上陸別線：陸別町本通1-1 - 陸別町字鹿山4-2
トマム循環線：陸別町斗満原野北3線3-11 - 陸別町斗満南3線15号91、陸別町斗満原野北3線2-4 -  陸別町斗満南3線5号91-1
オンネトー線：足寄町字茂足寄22線登山口 - 足寄町大字螺湾村字茂足寄国有林56-1
稲牛線：足寄町大字足寄村字足寄原野基線123-1 - 足寄町字稲牛内130
平和線：足寄町大字足寄村字足寄原野基線23-5 - 足寄町大字足寄村原野19-2
螺湾線：足寄町大字足寄村字上足寄原野基線9-1 - 足寄町大字足寄村字上足寄原野第2基線92-3
大正循環線：幕別町字五位337 - 帯広市大正町字札内東4線109
日新線：幕別町字依田76 - 幕別町字日新22
春日団地線：幕別町札内324 - 幕別町札内297
幕別旧線：幕別町相川463 - 幕別町相川57
市内循環線：帯広市東2条南2-3 - 帯広市西3条南26-2
日甜線：帯広市西2条南27-1 - 帯広市稲田町南8線5
営林局線
帯里線